# Arroio São José (Santo Ângelo)
O arroio São José é um arroio brasileiro do estado do Rio Grande do Sul. Passa pelos distritos de Rincão dos Roratos e Sede, em Santo Ângelo, até desaguar no arroio São João, próximo à Perimetral Norte.

## Ponte
- Ramal Santiago–Santo Ângelo, no Rincão dos Roratos